# Portland Thorns FC
O Portland Thorns FC é um clube profissional de futebol feminino com sede em Portland, Oregon. A equipe compete na National Women's Soccer League (NWSL). Criado em 2012, o time é um dos oito clubes fundadores da NWSL e compete na liga desde sua primeira temporada em 2013. O Thorns pertence à Peregrine Sports LLC, que também é dona do Portland Timbers, time da Major League Soccer (MLS). O clube é um dos muitos times da NWSL afiliados à equipes da MLS. O Thorns foi o primeiro vencedor da National Women's Soccer League em 2013. Após terminar a temporada regular daquele ano em terceiro lugar, o time venceu o FC Kansas City na semifinal e o Western New York Flash na final se sagrando primeiro campeão da história da liga. Em 2016, a equipe venceu o NWSL Shield (título dado ao time que termina a temporada regular em primeiro lugar) e em 2017, o clube venceu novamente o título da liga se tornando bicampeão da NWSL.

## História
A gênesis de um time de futebol feminino de elite no Oregon começou bem antes da criação da NWSL em 2012. Logo após os bons desempenhos da seleção americana nos Jogos Olímpicos de Verão de 1996 e na Copa do Mundo de Futebol Feminino de 1999 vários times femininos foram fundados no estado, incluindo um time feminino etinerante, um time em Spokane, um time ligado aos donos do Seattle Sounders FC e outro ligado aos donos do Vancouver Whitecaps FC. Os quatro times deveriam jogar a primeira temporada da USL W-League no mesmo ano em que a Women's United Soccer Association foi fundada. Em Portland o time foi batizado de Portland Rain e participou da Pacific Coast Soccer League (PCSL) em 2000. O time jogou na USL W-League em 2001, antes de voltar para a PCSL no ano seguinte onde permaneceu até 2003, quando fechou as portas.
Em 2009, o Portland Rain foi refundado e se juntou à Women's Premier Soccer League (WPSL). Em 2 de maio de 2012, o Portland Timbers formou uma parceria com o Portland Rain, o Oregon Youth Soccer Association's (OYSA) e o Girls Olympic Development Program (ODP) a fim de dar mais organização ao futebol feminino no estado. Essa parceria foi a precursora da formação do futuro time que jogaria na NWSL. Atualmente, o Oregon tem quatro times jogando na WPSL, o Westside Timbers e o Tualatin Hills United Soccer Club (THUSC) que substituiram o Portland Rain a partir de 2013, além do Bend FC Timbers e do Eugene Metro Futbol Club (EMFC).

### Formação da NWSL
A criação da NWSL foi anunciada em 21 de novembro de 2012. Na ocasião foi também anunciado que Portland seria sede de um dos oitos times que inaugurariam a nova liga. No mesmo dia, Merritt Paulson, dono do Portland Timbers, anunciou que a fraquia seria dona também do time feminino de Portland. Em 13 de dezembro de 2012, o nome do novo clube, Portland Thorns FC, e sua logo foram revelados. Ambos, nome e logo foram criados para evocar um dos apelidos mais famosos da cidade, "Rose City".
Em 19 de dezembro de 2012, Cindy Parlow foi anunciada como a primeira treinadora da equipe. Em 11 de janeiro de 2013, o time recebeu suas primeiras jogadoras por alocação. Foram elas as jogadoras da seleção americana Alex Morgan, Tobin Heath e Rachel Buehler, as jogadoras da seleção canadense Christine Sinclair e Karina LeBlanc e as mexicanas Marlene Sandoval e Luz Saucedo. A concessão de Sinclair e Morgan ao mesmo time causou alguma polêmica, já que ambas eram consideradas duas das melhores atacantes do mundo e já tinham sido campeãs juntos. Isso foi considerado por muitos como concessão de uma vantagem injusta ao time de Portland.

### Temporada de 2013
O Thorns jogou sua primeira partida oficial em 13 de april de 2013 contra o FC Kansas City. A partida terminou empatada em 1-1 e Christine Sinclair, de pênalti, marcou o primeiro gol da história do clube. O primeiro jogo do time como mandante foi também sua primeira vitória. A partida, que terminou em 2-1 para o Thorns, bateu também o recorde de público da liga, com 16,479 pessoas comparecendo ao Jeld-Wen Field para ver o Thorns jogar. O último jogo do clube na temporada regular, no entanto, quebrou esse recorde, com 17,619 pessoas comparecendo ao Providence Park para ver o Thorns jogar. Esse é ainda um dos maiores públicos da história do futebol feminino nos Estados Unidos.
A temporada regular terminou com três equipes empatadas em primeiro lugar com 38 pontos. Nos critérios de desempate, o Thorns acabou ficando em terceiro lugar. Em 24 de agosto de 2013, na semifinal contra o FC Kansas City, o time venceu por 3-2, com Allie Long marcando o gol da vitória na prorrogação. Na grande final, em 31 de agosto de 2013, o Thorns bateu o Western New York Flash por 2-0 mesmo jogando boa parte do segundo tempo com uma jogadora a menos. O clube se tornou assim o primeiro campeão da história da NWSL. Em 28 de agosto do mesmo ano, Christine Sinclair, Alex Morgan e Rachel Buehler foram incluídas no time das onze melhores jogadoras da liga na temporada.
Em 5 de dezembro de 2013, a treinadora Cindy Parlow anunciou sua saída do clube, citando razões pessoais, particularmente o desejo dela e de seu marido, John Cone, de passarem mais tempo juntos. Cone, que na época era Diretor de Ciências do Esporte do Portland Timbers também pediu demissão de seu cargo.

### Temporada de 2014
No início da temporada o clube anunciou que Paul Riley, ex-treinador do Long Island Fury da Women's Premier Soccer League, seria o novo técnico do time. A goleira Karina LeBlanc foi trocada com o Chicago Red Stars e foi substituída pela alemã Nadine Angerer, que havia recebido o prêmio de Melhor Jogadora do Mundo no ano de 2013. Em um jogo contra o Houston Dash no Providence Park, o clube estabeleceu o novo recorde de público da liga, com 19,123 pessoas comparecendo à partida em 3 de agosto de 2014.
O clube novamente terminou em terceiro lugar na temporada regular e novamente enfrentou o FC Kansas City na semifinal, contudo, dessa vez foi a equipe de Kansas foi quem levou a melhor, derrotando o Thorns por 2-0.

### Temporada de 2015
No início da temporada, o clube fez diversas modificações no elenco. Primeiro o time trocou Amber Brooks por McCall Zerboni e Kat Williamson do Western New York Flash. Williamson havia sido parte importante do Thorns durante a conquista de seu primeiro título em 2013 e havia sido trocada com o Flash em troca dos direitos de aquisição da meiocampista espanhola Verónica Boquete que pertenciam originalmente ao Flash. Com a saída de Boquete, que ao final da temporada de 2014 assinou com o 1. FFC Frankfurt da Alemanha, o Thorns buscou readiquirir Williamson.
Como parte do processo de alocação de atletas na NWSL, o Portland Thorns recebeu as jogadoras canadenses Kaylyn Kyle e Rhian Wilkinson. Outras mudanças significativas foram: A aquisição da defensora Kendall Johnson do Sky Blue FC, da atacante Jodie Taylor do Washington Spirit, da atacante africana Genoveva Añonma e da meiocampista inglesa Sarah Robbin. Além disso, ainda na pré-temporada a defensora Nikki Marshall anunciou sua aposentadoria, citando o pagamento de baixos sálarios e a dificuldade de se sustentar como jogadora profissional.
O time termninou a temporada regular em sexto lugar com 23 pontos em 20 jogos. A sua pior campanha até então e pela primeira não conseguiu se classificar para os play offs da liga. Como resultado da péssima temporada, Paul Riley pediu demissão do cargo, sendo substituído por Mark Parsons.

### Temporada de 2016
Depois da performance ruim na temporada anterior, o clube adquiriu diversas jogadoras de nível internacional, incluindo a defensora da seleção americana Meghan Klingenberg, a meiocampista da seleção francesa Amandine Henry e a atacante dinamarquesa Nadia Nadim.
Como resultado da chegada das novas jogadores o time terminou a temporada regular em primeiro lugar com 41 pontos. Conquistando assim pela primeira vez em sua história o "NWSL Shield". Na semifinal contra o Western New York Flash, o time acabou perdendo em casa na prorrogação por 4-3 em frente a um público de 20,086 pessoas.

### Temporada de 2017
O Thorns terminou a temporada regular de 2017 em segundo lugar com 47 pontos, apenas dois atrás do North Carolina Courage que acabou terminando em primeiro lugar. Na semifinal, o time derrotou o Orlando Pride em casa por 4-1. Na grande final, o clube enfrentou o Courage em Orlando, Flórida. O jogo foi considerado uma revanche da semifinal anterior, já que o Courage é o sucessor do Western New York Flash (com praticamente as mesmas jogadoras) que havia derrotado o Thorns no ano anterior. A partida terminou 1-0 para o clube de Portland que se sacrou bicampeão da liga, o segundo time a conseguir tal feito depois do FC Kansas City.

## Cores e escudo do time
As cores do time são o vermelho, o verde e o preto. A logotipo do time foi desenhada pelo artista e torcedor do Portland Timbers, Brent Diskin. O seu desenho destaca as cores do time "com uma coroa protetora de espinhos ao redor de uma rosa estilizada e familiar no centro". A logo também inclui um par de estrelas de quatro pontas, ou hypocycloids, com as letras "F" e "C" em seu interior. As estrelas estão localizadas nos lados da logo e lembram a estrela presente na bandeira da cidade de Portland.

## Patrocinador
| Período | Fabricante do uniforme | Patrocinador                 |
| ------- | ---------------------- | ---------------------------- |
| 2012-   | Nike                   | Providence Health & Services |
| 2012–   | Nike                   | Parklane Mattresses          |

## Recordes

### Ano-a-ano
| Temporada | Temporada regular da NWSL | Temporada regular da NWSL | Temporada regular da NWSL | Temporada regular da NWSL | Temporada regular da NWSL | Temporada regular da NWSL | Temporada regular da NWSL | Posição        | Playoffs da NWSL |
| Temporada | J                         | V                         | D                         | E                         | GA                        | GC                        | Pts                       |                | Playoffs da NWSL |
| --------- | ------------------------- | ------------------------- | ------------------------- | ------------------------- | ------------------------- | ------------------------- | ------------------------- | -------------- | ---------------- |
| 2013      | 22                        | 11                        | 6                         | 5                         | 32                        | 28                        | 38                        | 3°             | Campeão          |
| 2014      | 24                        | 10                        | 8                         | 6                         | 39                        | 35                        | 36                        | 3°             | Semifinalistas   |
| 2015      | 20                        | 6                         | 9                         | 5                         | 27                        | 29                        | 23                        | 6°             | DNQ              |
| 2016      | 20                        | 12                        | 3                         | 5                         | 35                        | 19                        | 41                        | 1° NWSL Shield | Semifinalistas   |
| 2017      | 24                        | 14                        | 5                         | 5                         | 37                        | 20                        | 47                        | 2°             | Campeão          |
| 2018      | 16                        | 6                         | 5                         | 5                         | 24                        | 20                        | 23                        | 3°             |                  |

DNQ = Não se classificou
| Temporada | Jogadora           | Nação         | Gols |
| --------- | ------------------ | ------------- | ---- |
| 2013      | Christine Sinclair | Canada        | 8    |
| 2013      | Alex Morgan        | United States | 8    |
| 2014      | Jessica McDonald   | United States | 11   |
| 2015      | Allie Long         | United States | 10   |
| 2016      | Nadia Nadim        | Denmark       | 9    |
| 2017      | Christine Sinclair | Canada        | 8    |

### Estatísticas das jogadoras

#### Jogos
| # | Posição    | Nome               | Nação | Carreira        | NWSL | Playoffs | Total |
| - | ---------- | ------------------ | ----- | --------------- | ---- | -------- | ----- |
| 1 | Meio-campo | Allie Long         | USA   | 2013–2017       | 100  | 5        | 105   |
| 2 | Atacante   | Christine Sinclair | CAN   | 2013–           | 92   | 6        | 98    |
| 3 | Meio-campo | Meleana Shim       | USA   | 2013–2017       | 76   | 3        | 79    |
| 4 | Zagueiro   | Emily Menges       | USA   | 2014–           | 65   | 2        | 67    |
| 5 | Zagueiro   | Nikki Marshall     | USA   | 2013–2014       | 46   | 2        | 48    |
| 5 | Zagueiro   | Rachel Buehler     | USA   | 2013–2015       | 45   | 3        | 48    |
| 6 | Meio-campo | Lindsey Horan      | USA   | 2016–           | 41   | 3        | 44    |
| 7 | Zagueiro   | Kat Williamson     | USA   | 2013, 2015–2016 | 46   | 2        | 48    |
| 8 | Meio-campo | Tobin Heath        | USA   | 2013–           | 38   | 4        | 42    |
| 9 | Atacante   | Alex Morgan        | USA   | 2013–2015       | 36   | 2        | 38    |

#### Gols
| #  | Posição    | Nome                  | Nação | Carreira  | NWSL | Playoffs | Total |
| -- | ---------- | --------------------- | ----- | --------- | ---- | -------- | ----- |
| 1  | Atacante   | Christine Sinclair    | CAN   | 2013–     | 30   | 3        | 33    |
| 2  | Meio-campo | Allie Long            | USA   | 2013–2017 | 29   | 1        | 30    |
| 3  | Atacante   | Alex Morgan           | USA   | 2013–2015 | 15   | 0        | 15    |
| 4  | Meio-campo | Nadia Nadim           | DEN   | 2016–2017 | 13   | 0        | 13    |
| 5  | Meio-campo | Lindsey Horan         | USA   | 2016–     | 10   | 2        | 12    |
| 6  | Atacante   | Jessica McDonald      | USA   | 2014      | 11   | 0        | 11    |
| 7  | Meio-campo | Meleana Shim          | USA   | 2013–2017 | 9    | 0        | 9     |
| 8  | Meio-campo | Dagný Brynjarsdóttir' | ISL   | 2016–2017 | 5    | 0        | 5     |
| 8  | Zagueiro   | Emily Sonnett         | USA   | 2016–     | 3    | 2        | 5     |
| 10 | Atacante   | Danielle Foxhoven     | USA   | 2013      | 4    | 0        | 4     |
| 10 | Atacante   | Verónica Boquete      | ESP   | 2014      | 4    | 0        | 4     |
| 10 | Meio-campo | Tobin Heath           | USA   | 2013–     | 2    | 2        | 4     |

#### Assists
| # | Posição    | Nome               | Nação | Carreira  | NWSL | Playoffs | Total |
| - | ---------- | ------------------ | ----- | --------- | ---- | -------- | ----- |
| 1 | Meio-campo | Tobin Heath        | USA   | 2013–     | 14   | 0        | 14    |
| 2 | Meio-campo | Allie Long         | USA   | 2013–2017 | 13   | 0        | 13    |
| 3 | Atacante   | Alex Morgan        | USA   | 2013–2015 | 11   | 1        | 12    |
| 4 | Meio-campo | Meleana Shim       | USA   | 2013–2017 | 9    | 0        | 9     |
| 5 | Atacante   | Christine Sinclair | CAN   | 2013–     | 9    | 0        | 9     |

Jogadoras em negrito ainda jogam pelo Portland Thorns

## Estádio

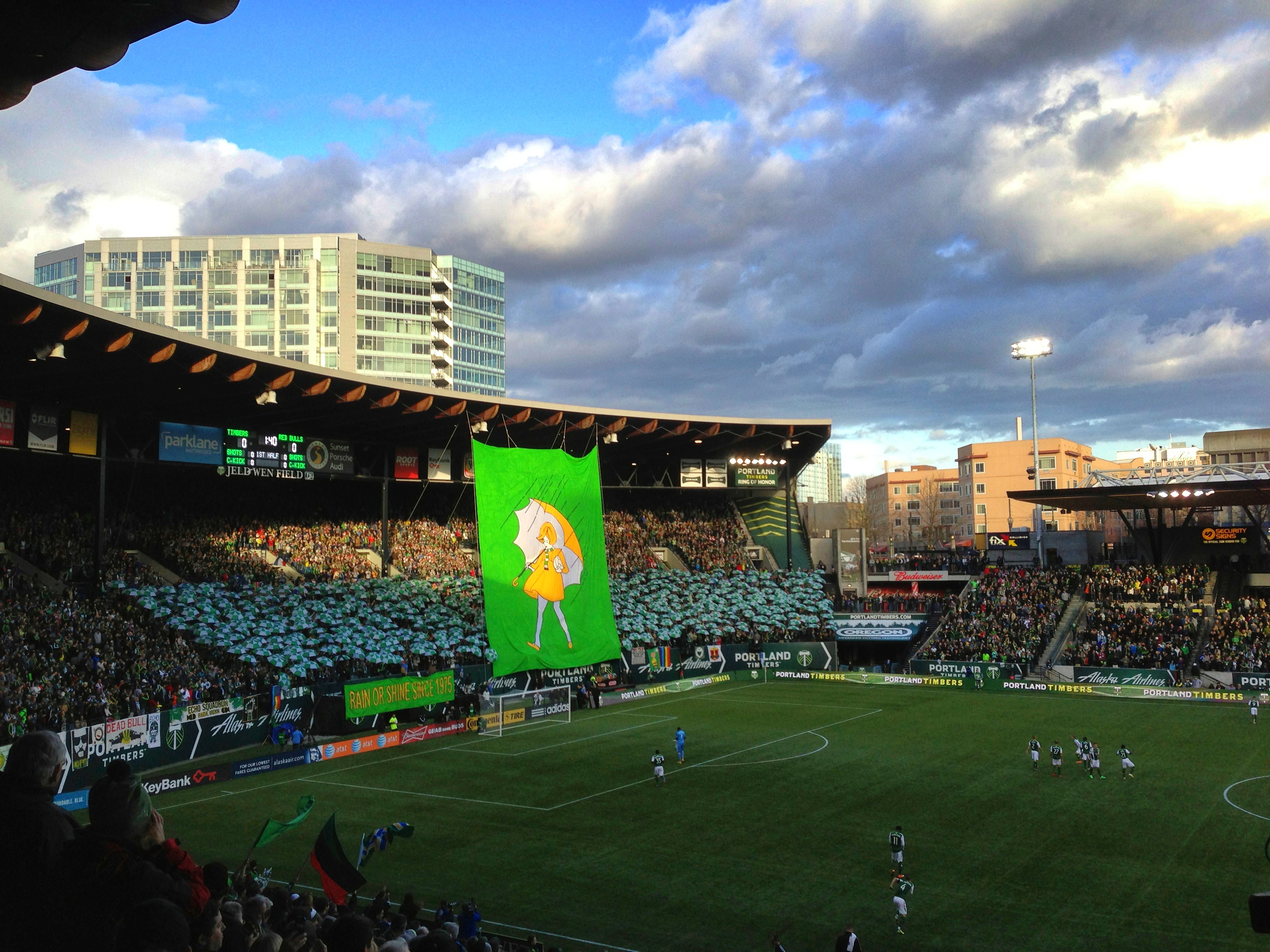
Providence Park (à epóca conhecido como Jeld-Wen Field) em 2013

O Portland Thorns manda seus jogos no Providence Park, que fica no bairro de Goose Hollow em Portland, Oregon. O Providence Park era o terceiro maior estádio da NWSL depois do Harvard Stadium (casa do Boston Breakers) e do BBVA Compass Stadium (casa do Houston Dash). Contudo, a partir de 2014, o Dash fechou diversas seções do seu estádio para que nele coubessem apenas 7,000 torcedores por jogo. Além disso, em 2015, o Breakers se mudou para o Soldiers Field Soccer Stadium (atualmente chamado de Jordan Field), um estádio bem menor que o Harvard Stadium. Isso fez com que o Providence Park, com capacidade para 21,144 pessoas, se tornasse o maior estádio da liga até 2017, quando o Orlando Pride inaugurou seu novo estádio, o Orlando City Stadium com capacidade para 25,500 pessoas. O Thorns compartilha seu estádio com o Portland Timbers e com o Portland State University Vikings, que também mandam seus jogos no local.

## Jogadoras e comissão técnica

### Elenco atual
- Elenco atualizado em 19 de Março de 2018.[47]

#### Técnicos
- Cindy Parlow (2012–2013)
- Paul Riley (2014–2015)
- Mark Parsons (2015-)

## Transmissão dos jogos
A partir de abril de 2017, todos os jogos do Thorns são transmitidos com exclusividade para o público americano via streaming pelo Go90 e para o público internacional através do site da NWSL. Como parte do acordo de três anos entre a NWSL e a A&E Networks, o canal Lifetime transmite um jogo da liga por semana aos sábados à tarde, em um programa chamado "Jogo da Semana da NWSL". Na temporada de 2017, seis partidas do Thorns foram transmitidas nacionalmente no "Jogo da Semana" em 15 e 29 de abril, 15 de julho, 5 e 26 de agosto e em 30 de setembro.
Durante sua temporada de estreia em 2013, os jogos do Thorns eram transmitidos online via streaming e por rádio pela Freedom 970 AM.